# 임지안 (가수)
임지안(1992년 4월 6일 ~ )은 대한민국의 가수다. 2016년 싱글 앨범 [그대로]로 데뷔했다.

## 방송
- 히든싱어 6 (2020) - 백지영 편 4위

## 공연
- SONGMATE 5 콘서트 April Blossom 달리X시소X임지안 (2023)